# Ryszard Kocjan
Ryszard Kocjan (ur. 21 stycznia 1950 w Starachowicach) – polski farmaceuta, profesor nauk chemicznych, wykładowca Uniwersytetu Medycznego w Lublinie, prodziekan Wydziału Farmaceutycznego w kadencji 2002-2005 i jego dziekan w kadencji 2012-2015. Współautor i redaktor podręcznika do chemii analitycznej.

## Życiorys
W 1972 ukończył studia na Wydziale Farmaceutycznym AM w Lublinie uzyskując tytuł zawodowy magistra farmacji i podjął zatrudnienie w Katedrze i Zakładzie Chemii Nieorganicznej i Analitycznej. W 1979 obronił pracę doktorską Analiza chromatograficzna anionów metodą bibułowej chromatografii ekstrakcyjnej napisaną pod kierunkiem prof. Stanisława Przeszlakowskiego. Habilitował się na podstawie rozprawy Żel krzemionkowy modyfikowany niektórymi sulfonowymi odczynnikami chelatującymi jako sorbent do zagęszczania jonów metali na Wydziale Chemii UMCS w 1994. We wrześniu 2003 został kierownikiem Katedry Chemii i Zakładu Chemii Analitycznej i kierował tymi jednostkami do emerytury.

## Działalność naukowa
Współautor ponad 80 prac z listy filadelfijskiej o łącznym IF ponad 130. Członek Zespołu Nauczania Chemii Analitycznej Komitetu Chemii Analitycznej PAN oraz Rady Naukowej Lubelskiego Towarzystwa Wspierania Nauk Farmaceutycznych.